# Argumentum ad ignorantiam
A expressão latina argumentum ad ignorantiam (em português: argumento da ignorância, também referida como apelo à ignorância) designa uma falácia lógica que tenta provar que algo é falso ou verdadeiro a partir de uma ignorância anterior sobre o assunto. É um tipo de falso dilema, já que assume que todas as premissas são verdadeiras ou que todas as premissas serão falsas. O primeiro uso do termo em questão é atribuído ao filósofo inglês John Locke, no final do século XVII.

## Estrutura lógica
- Não conheço A ou sobre A;
- Portanto, A não existe ou não serve.

### Exemplos
1. "Nunca encontraram vida fora da Terra, logo, não existe vida fora da Terra".
2. "Ninguém mais é acusado de corrupção, logo, não existe mais corrupção no Brasil".
3. "Nunca vi alguém enriquecer com apostas, logo, ninguém enriquece com apostas".